# Pierre Chaunu
Pierre Chaunu (17 de agosto de 1923 – 22 de octubre de 2009) fue un historiador e hispanista francés, especialista en la América española e historia social y religiosa de Francia de los siglos xvi, xvii y xviii.

## Biografía
Nació en Belleville el 17 de agosto de 1923. Profesor del liceo de Bar-le-Duc (1947), entra en la Escuela de altos Estudios Hispánicos en 1948 y permanece hasta 1951 en Madrid y en Sevilla. Presenta y defiende su tesis sobre Sevilla y el Atlántico en 1954. Profesor del liceo de Vanves (1951-1956), fue el encargado de un curso en la facultad de París (1956), e imparte conferencias y es luego profesor (1962) en la Academia de Caen. Funda allí el Centro de investigación de Historia cuantitativa en 1966. Profesor de historia moderna en París en la Sorbonne, Pierre Chaunu ha sido elegido miembro de la Academia de las Ciencias Morales y políticas en 1982. Predicador laico, en el Temple de Courseulles (Iglesia Reformada de Francia), elegido para la Academia de las ciencias morales y políticas en 1982, ocupó el sillón de Maurice Baumont. Falleció en su domicilio de Caen la madrugada del 23 de octubre de 2009.

## Posicionamiento
Pierre Chaunu reclama para Francia políticas natalistas y amargamente siente que no pueda renovar sus generaciones desde 1974. Esto significa para él la «decrepitud» y la «destrucción» futura del país.